# Francisco de Solís Quiñones y Montenegro
Francisco de Solís Quiñones y Montenegro (falecido em 1545) foi um prelado católico romano que serviu como bispo de Bagnoregio (1528–1545).

## Biografia
Francisco de Solís Quiñones y Montenegro nasceu na Espanha e foi ordenado sacerdote na Ordem Militar de Santiago da Espada. No dia 24 de janeiro de 1528, foi nomeado bispo de Bagnoregio durante o papado de Clemente VII, onde serviu como bispo até à sua morte em 1545.